# NGC 4049
NGC 4049 (również PGC 38050 lub UGC 7027) – galaktyka spiralna (Sd), znajdująca się w gwiazdozbiorze Warkocza Bereniki. Odkrył ją William Herschel 27 kwietnia 1785 roku.